# أديب ميالة
أديب ميالة (1955 -) وزير سوري سابق من مواليد درعا. شغل منصب وزير الاقتصاد السوري في حكومة عماد خميس.

## مناصبه
- حاكم مصرف سوريا المركزي 2005-2016 .

- وزير الاقتصاد السوري 2016-2017 .

- عميد المعهد الوطني للإدارة العامة.

## شهاداته
- بكالوريوس في الاقتصاد من جامعة دمشق 1981.

- دبلوم دراسات في النقود والمصارف من فرنسا.

- دكتوراه في الاقتصاد في العلاقات الدولية من فرنسا.